# Sakina Akhundzadeh
Sakina Mirza Heybat qizi Akhundzadeh (en azéri : Səkinə Axundzadə), née en 1865 à Quba, morte en 1927 à Quba, est une dramaturge azerbaïdjanaise. Elle est la première femme dramaturge connue de la  littérature azerbaïdjanaise.

## Biographie
Sakina Akhundzadeh est scolarisée à la maison par son père, qui est un poète écrivant sous le pseudonyme de Fada. Ses tentatives ultérieures de mettre en place un établissement scolaire laïque dans Quba se terminent tragiquement : des fanatiques religieux ripostent en tuant son mari.
Elle fuit à  Bakou (aujourd'hui capitale de l'Azerbaïdjan), où elle devient une des premières enseignantes de l'école et pensionnat pour filles, établis en 1901 par l'impératrice Alexandra. Elle y enseigne l'azéri, la littérature et les études religieuses. Cette école est la première école laïque pour filles musulmanes de l'Empire russe. Elle s'est ouverte grâce à un magnat azéri du pétrole, Hadji Zeïnalabdine Taguiev qui a financé ce projet et obtenu le support de la tsarine Alexandra. Un théâtre local est également créé par Taghiyev.
Elle commence son œuvre de dramaturge à la suite de la création d'un club théâtral, en créant des pièces pour les étudiantes de ce club. Sa première pièce s'intitule  Elmin manfaati (Le bénéfice de la Science) et elle est mise en scène pour la première fois en 1904. Encouragé par le succès de la représentation, Sakina Akhundzadeh continue à écrire d'autres pièces de théâtre ; et parmi celles-ci, Hagg soz aji olar (La vérité blesse) et Galin va gayinana (Belle-fille et belle-mère). C'est une époque de changement : en 1901, Bakou connait aussi ses premières actrices jouant sans voiles. À la suite d'une approche plus libérale du gouvernement tsariste, un premier magazine écrit par et pour les femmes parait en 1911. Sakina Akhundzadeh est la première dramaturge  femme,  avec un grand nombre de ses pièces traitant de la situation des femmes azéries.
En 1911, un acteur, Huseyn Arablinski, met en scène un remake par Sakina Akhundzadeh d'une pièce de Namık Kemal Zavallı çocuk (Bakhtsiz ushag en azéri, "Pauvre enfant"), qui est repris par d'autres théâtres amateurs au-delà du Caucase. Elle continue à travailler avec Huseyn Arablinski jusqu'à sa mort en 1919, comme avec Abbas Mirza Sharifzadeh, autre acteur et metteur en scène de la génération suivante, de 1917 à 1922. Enfin, en 1917, une autre pièce de théâtre de Sakina Akhundzadeh, Zulmun natijasi ("La conséquence du mal"; basée sur un opéra célèbre de  Léo Delibes, Lakmé) est mis en scène par le théâtre Taghiyev à Bakou. La représentation est un grand succès et contribue à renforcer la notoriété de Sakina Akhundzadeh.
Sakina Akhoundzadé était aussi connu pour l'écriture d’œuvres de fiction. En 1918, elle publie son roman  Shahzadeh Abulfaz va Rana khanim. Le roman contient également des versets poétiques composés de 260 hémistiches.